# Beraba
Beraba is een kevergeslacht uit de familie van de boktorren (Cerambycidae). De wetenschappelijke naam van het geslacht werd voor het eerst geldig gepubliceerd in 1997 door Martins.

## Soorten
Beraba omvat de volgende soorten:
- Beraba angusticollis (Zajciw, 1961)
- Beraba cauera Galileo & Martins, 2000
- Beraba cheilaria (Martins, 1967)
- Beraba decora (Zajciw, 1961)
- Beraba erosa (Martins, 1981)
- Beraba grammica (Monné & Martins, 1992)
- Beraba inermis Martins & Galileo, 2002
- Beraba iuba Martins, 1997
- Beraba limpida Martins, 1997
- Beraba longicollis (Bates, 1870)
- Beraba marica Galileo & Martins, 2000
- Beraba moema Martins, 1997
- Beraba odettae Martins & Galileo, 2008
- Beraba pallida Galileo & Martins, 2008
- Beraba piriana Martins, 1997
- Beraba spinosa (Zajciw, 1967)
- Beraba tate Galileo & Martins, 2010